# Dáil Éireann
Dáil Éireann [ˈd̪ˠɑːʎ ˈeːɾʲən̪ˠ] (dosł. Zgromadzenie Irlandii) – niższa izba parlamentu Irlandii.
Dáil jest wybierana według ordynacji preferencyjnej na pięcioletnią kadencję. Członek Dáil to Teachta Dála – poseł Dáil, w skrócie TD. Wyższą izbą parlamentu jest senat – Seanad Éireann.

## Historia
Dáil była w latach 1919–1922 jednoizbowym irlandzkim zgromadzeniem narodowym. Została powołana decyzją posłów partii Sinn Féin, wybranych w 1918 do brytyjskiej Izby Gmin, którzy 21 stycznia 1919 w Dublinie ogłosili się parlamentem niepodległej Republiki Irlandzkiej. Do 1921 Dáil kierowała walką polityczną Irlandii o uzyskanie niepodległości od Wielkiej Brytanii. Od 1922 jest izbą niższą 2-izbowego parlamentu państwa irlandzkiego.

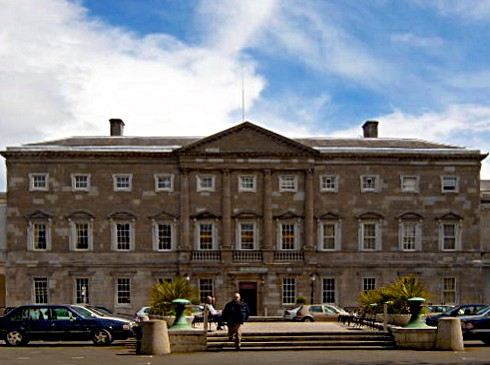
Leinster House, siedziba Dáil Éireann
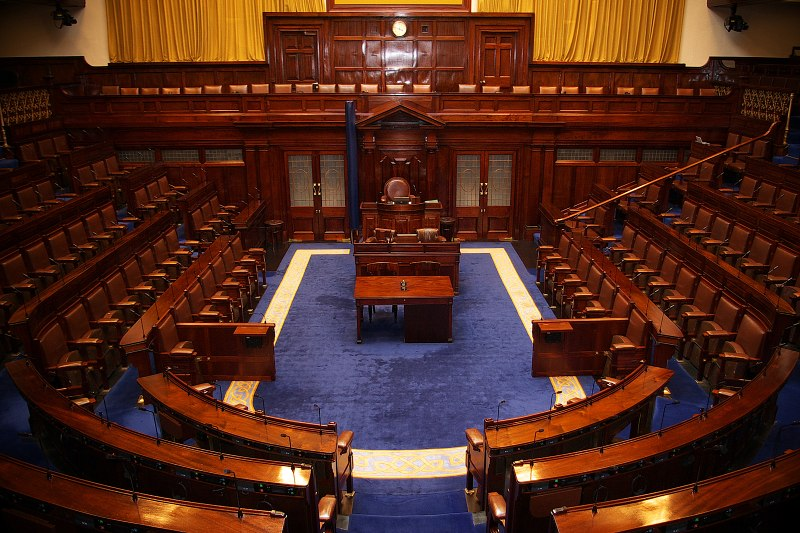
Dáil Éireann

## Zasady wyboru
Członkiem Dáil – Teachta Dála – może zostać jedynie obywatel Irlandii, który ukończył 21 lat. Istnieje również szereg innych ograniczeń: kandydat na przykład nie może być członkiem Garda Síochána (irlandzkiej policji), zawodowym żołnierzem czy sędzią. Liczba TD jest zmienna. Warunkiem jest, by każde 20 - 30 tys. obywateli było reprezentowane przez jednego Teachta Dála. W wyborach w 2016 roku wybrano ich 158. Z kolei od wyborów z 2020 roku jest ich 160.
Wybory odbywają się w okręgach wyborczych (constituencies). W każdym z nich wybieranych jest od 3 do 5 kandydatów. Liczba okręgów w ostatnich wyborach wynosiła 39.